# Jon Rheault
Jonathan "Jon" Rheault, född 1 augusti 1986, är en amerikansk professionell ishockeyspelare som spelar för Florida Panthers i NHL.
Han draftades i femte rundan i 2006 års draft av Philadelphia Flyers som 145:e spelare totalt.